# Parcoprésie
 Mise en garde médicale
 (mai 2025).
Motif : La page en anglais (« en.WP ») donne 5 sources qui sont reprises dans la page en français. La notion semble assez peu notoire, y compris aux USA d'où elle provient. Cette phobie de « faire caca en public » ne me semble pas notoire au sens de nos critères qui visent à ce que, ici une notion de psychologie, existe. Ce n'est pas à Wikipédia de créer ou amplifier une notion peu connue.
- Archive Wikiwix
- Bing
- Cairn
- DuckDuckGo
- E. Universalis
- Gallica
- Google
- G. Books
- G. News
- G. Scholar
- Persée
- Qwant
- (zh) Baidu
- (ru) Yandex
- (wd) trouver des œuvres sur Wikidata

| 1. | Préciser le motif de la pose du bandeau. | Précisez le motif de la pose du bandeau en utilisant la syntaxe suivante : {{admissibilité à vérifier\|date=mai 2025\|motif=remplacez ce texte par le motif}}                    |
| 2. | Informer les utilisateurs concernés.     | Pensez à avertir le créateur de l'article, par exemple, en insérant le code ci-dessous sur sa page de discussion : {{subst:avertissement admissibilité à vérifier\|Parcoprésie}} |

La parcoprésie, également appelée rétention fécale psychogène ou familièrement syndrome de l'intestin timide, est l'incapacité ou la très grande difficulté psychologique de déféquer en l'absence d'un certain niveau d'intimité ou de la certitude absolue que personne ne peut en être témoin d'une façon ou d'une autre. Il s'agit de la peur plus ou moins obsessionnelle et handicapante d'être vu ou entendu durant la défécation.

## Définitions et caractéristiques
Elle est définie comme la peur phobique de déféquer en présence ou à la connaissance réelle ou supposée (voire sauf certitude de l'absence) de qui que ce soit, ou encore ailleurs que chez soi, comme la hantise de se trouver en public ou dans l'espace public au moment de la défécation, et spécifiquement comme la peur des toilettes publiques et d'y déféquer.
Elle est souvent associée à la parurésie, peur d'uriner sans intimité, et à l'évitement général des situations sociales.

## Trouble social et dimension sociologique
La parcoprésie est un trouble relativement courant qui n'est pas médicalement reconnu. Cependant, cette altération de la santé mentale peut avoir de sévères conséquences sanitaires et sociales, y compris dans la vie affective, le partage d'intimité et l'image de soi, et est considérée comme une phobie sociale qui exagère les niveaux de pudeur communs ; la parcoprésie, également appelée familièrement syndrome de la princesse ou par anglicisme poop-shaming, a en outre une dimension genrée, étant nettement plus répandue chez les femmes, dont un très grand nombre pourrait en remplir les critères diagnostiques. Cela est aggravé par la mixité des toilettes publiques et lié à l'usage de celles-ci qui est associé à des niveaux objectivement plus élevés d'insécurité pour la population féminine. Cela se rapporte aussi, y compris pour la peur apparemment moins rationnelle qui se rapporte proprement à la seule angoisse d'être vue ou entendue durant la défécation jusque dans l'espace privé, professionnel ou amical, à la manière dont les filles et les femmes sont éduquées et socialisées. En effet, elles sont à la fois spécifiquement dévalorisées en étant associées aux fonctions corporelles et brimées dans l'expression de ces fonctions car élevées dans la honte et le dégoût d'elles-mêmes.